# Мерков, Пётр
Пётр Хри́стов Ме́рков (болг. Петър Христов Мерков; 3 ноября 1976, Пловдив) — болгарский гребец-байдарочник, выступал за сборную Болгарии во второй половине 1990-х — первой половине 2000-х годов. Дважды серебряный призёр летних Олимпийских игр в Сиднее, серебряный и бронзовый призёр чемпионатов мира, чемпион Европы, победитель многих регат национального и международного значения.

## Биография
Пётр Мерков родился 3 ноября 1976 года в городе Пловдиве. Активно заниматься греблей начал с раннего детства, проходил подготовку в местном одноимённом каноэ-клубе «Тракия».
Благодаря череде удачных выступлений удостоился права защищать честь страны на летних Олимпийских играх 1996 года в Атланте — в одиночной полукилометровой программе сумел дойти лишь до стадии полуфиналов, где финишировал девятым, тогда как среди байдарок-четвёрок на километре пробился в финал и показал в решающем заезде восьмой результат.
Первого серьёзного успеха на взрослом международном уровне добился в 1999 году, когда попал в основной состав болгарской национальной сборной и побывал на чемпионате мира в Милане, откуда привёз награду серебряного достоинства, выигранную в зачёте одиночных байдарок на дистанции 500 метров. Кроме того, в этом сезоне выступил на чемпионате Европы в Загребе, где трижды поднимался на пьедестал почёта: стал чемпионом в одиночках на пятистах метрах, а также серебряным призёром в четвёрках на пятистах и тысяче метрах.
На европейском первенстве 2000 года в польской Познани Мерков попал в число призёров в трёх разных дисциплинах: получил бронзу в одиночках на пятистах метрах, серебро в одиночках на тысяче метрах и ещё одну бронзу в четвёрках на тысяче метрах. Позже отправился представлять страну на  Олимпийских играх в Сиднее — в полукилометровой и километровой гонках одиночек завоевал здесь серебряные медали — в обоих случаях уступил на финише норвежцу Кнуту Хольманну. Помимо этого, стартовал в километровой программе четвёрок и занял в финале пятое место, немного не дотянув до призовых позиций.
После сиднейской Олимпиады Мерков остался в основном составе болгарской национальной сборной и продолжил принимать участие в крупнейших международных регатах. Так, в 2002 году он выиграл серебряную и бронзовую медали на чемпионате Европы в венгерском Сегеде, в одиночках на пятистах метрах и в четвёрках на тысяче метрах соответственно. Того же успеха добился и на чемпионате мира в испанской Севилье, тоже стал серебряным призёром среди одиночек на 500 м и бронзовым призёром среди четвёрок на 1000 м. Будучи одним из лидеров гребной команды Болгарии, благополучно прошёл квалификацию на Олимпийские игры 2004 года в Афинах — в полукилометровом зачёте одиночек остановился на стадии полуфиналов, где финишировал шестым, в километровом зачёте четвёрок стал в финале четвёртым. Вскоре по окончании этих соревнований принял решение завершить карьеру профессионального спортсмена, уступив место в сборной молодым болгарским гребцам.